# Circus (album Britney Spears)
Circus è il sesto album in studio della cantante statunitense Britney Spears, pubblicato il 28 novembre 2008 dall'etichetta Jive Records, esclusa l'America, dove è uscito il 2 dicembre 2008, giorno del 27º compleanno di Britney.
Come produttori esecutivi ha scelto Max Martin e Danja. Al momento dell'uscita dell'album, questo è stato accolto in modo favorevole dalla critica musicale. L'album ha debuttato in cima alla US Bilboard 200 con 505 000 copie vendute, ed in cima alle classifiche in altre nove paesi. L'album nel mondo ha venduto circa 6,5 milioni di copie a cui si aggiungono i circa 16 milioni di singoli venduti digitalmente, diventando così l'album più venduto della cantante dai tempi di "In the Zone". Il progetto è stato promosso da una serie di apparizioni televisive e dal The Circus Starring: Britney Spears.

## Antefatti

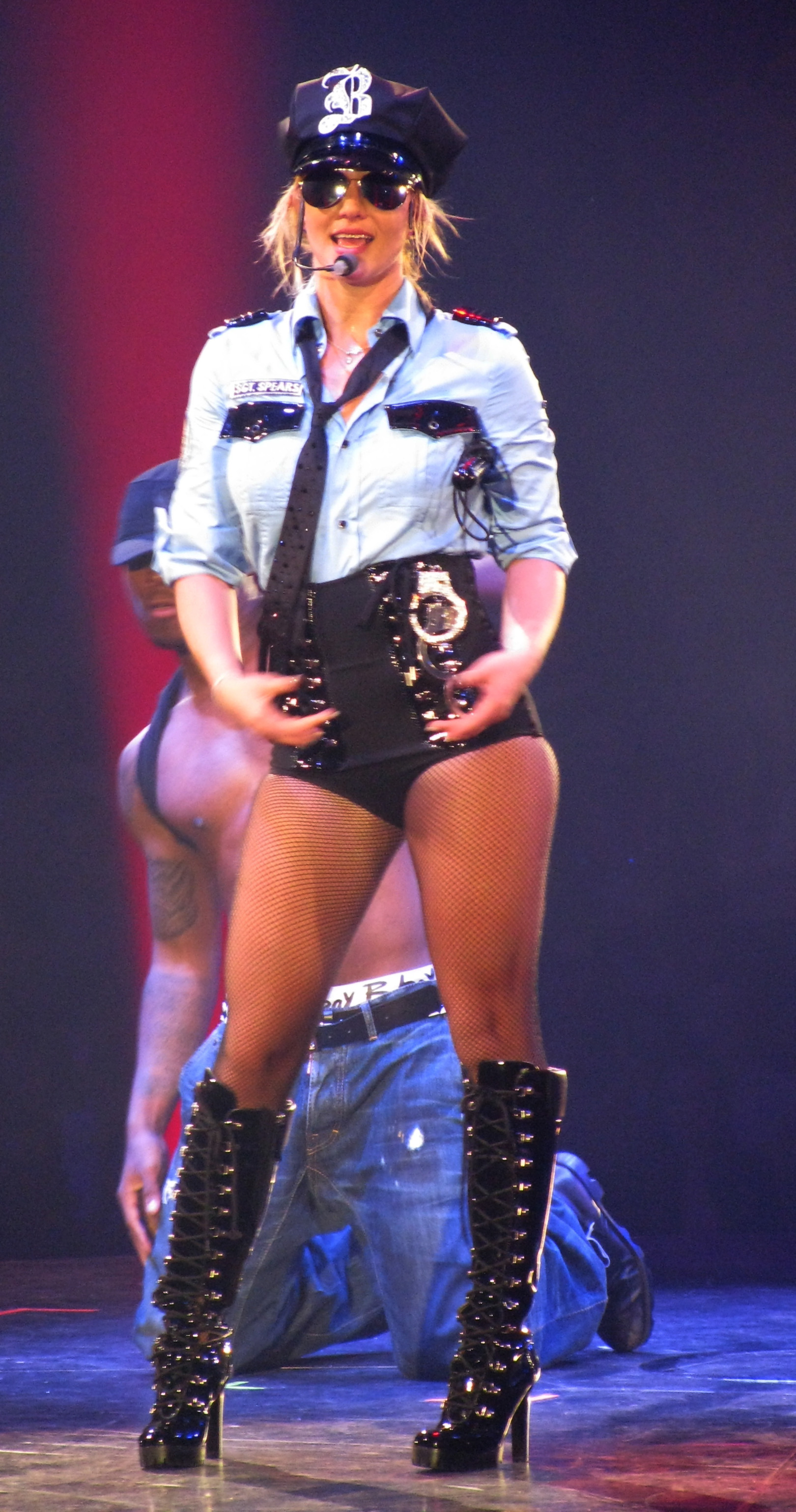
Britney Speasr esegue Womanizer durante il The Circus Starring: Britney Spears

È stato confermato nel maggio 2008 che la Spears era in studio per cominciare la registrazione del nuovo album, il sesto di inediti. Larry Rudolph, il manager della Spears ha annunciato nel luglio 2008 che Britney avrebbe "trascorso la sua estate in studio, lavorando ad un nuovo album [...] con un team di scrittori e produttori, e siamo veramente molto eccitati di quello che è venuto fuori fino ad ora". In un'intervista ad OK! Magazine nell'agosto 2008, Britney ha detto che l'album è "molto più urban. Sto lavorando con dei produttori che sono semplicemente fantastici [...]. C'è questa nuova e fresca energia... Sto scrivendo ogni giorno, proprio qui, su questo pianoforte in questo salotto... Questo è il mio miglior lavoro di sempre".
Il Rolling Stone ha scritto che Britney "ha registrato circa 30 tracce per il suo sesto album". La Spears ha detto "Sono andata in studio perché avevo del tempo libero, ma quando ho cominciato a lavorare, ho detto «È fantastico! È semplicemente successo ciò»".

## Produzione
Danja e Bloodshy & Avant, che hanno prodotto la maggior parte di Blackout, hanno annunciato che stavano registrando nuovamente con la Spears. Il produttore Jim Beanz ha detto ad Us Weekly che anche lui era stato in studio con la Spears.
In un'intervista concessa ad OK! Magazine, Britney Spears ha annunciato che stava lavorando con Harvey Mason dei The Underdogs. La Spears ha commentato: "Volevo sperimentare coi produttori con cui non avevo lavorato molto prima, come gli The Underdogs, che hanno un sound molto simile a quello di Timbaland. Secondo il Los Angeles Times, Guy Sigsworth è entrato in studio con la cantante. Max Martin, che ha scritto il singolo che ha reso famosa Britney, ...Baby One More Time, ha prodotto per questo album il suo "miglior lavoro di sempre". Dr. Luke (che ha collaborato con Martin) ha prodotto alcune canzoni per l'album, tra cui Circus, con il produttore Benny Blanco. Un'altra collaborazione è coi The Outsyders, un team di produttori di Atlanta, che hanno prodotto il primo singolo dell'album.

## Stili musicali e temi
In un'intervista radiofonica, Britney Spears, parlando dell'album, ha descritto Circus come "il suo album migliore", dicendo di essersi ispirata ad artisti come Madonna, Prince, Elton John e Whitney Houston.
Circus si apre con Womanizer, primo singolo estratto dall'album, che ha debuttato direttamente alla numero 1 di 9 paesi fra cui gli Stati Uniti. La canzone è una sorta di inno al femminismo e parla di un donnaiolo dal quale Britney cerca di stare alla larga. Il secondo brano dell'album è il secondo singolo estratto Circus, che è arrivato alla numero 3 della Billboard Chart divenendo il miglior singolo del 2009 in fatto di vendite. La canzone parla delle sensazioni che prova la cantante quando è sul palco, descrivendole come un quando si è in un circo.
La terza traccia dell'album è Out From Under. Intenzionalmente pensato come terzo singolo ma poi rimpiazzato da If U Seek Amy, il singolo è stato solo estratto come singolo promozionale radiofonico in Svezia. La canzone parla delle illusioni di una ragazza dopo la fine di una storia d'amore. Segue Kill The Lights, che parla dell'accanimento dei fotografi e dei media verso la cantante. Del brano è stato fatto un video promozionale in versione cartoon. Il quarto pezzo è Shattered Glass, estratto come singolo radiofonico in Australia e Nuova Zelanda; parla in maniera vendicativa si una storia finita male. Nonostante il brano non sia mai stato estratto come singolo è arrivato alla posizione numero 70 della classifica Billboard e alla numero 75 in Canada. If U Seek Amy, sesta traccia dell'album, è il terzo singolo estratto dall'album. La canzone ha debuttato alla posizione numero 19 della classifica Billboard ed ha suscitato scandalo negli Stati Uniti per il gioco di parole contenuto nel titolo, che suona allo stesso modo dello spelling di 'Fuck Me'. La settima traccia è la ballad mistica Unusual You, che narra di una ragazza che trova un amore 'inaspettato e inusuale'. Il brano è stato estratto come quarto singolo in Australia e Nuova Zelanda. Segue Blur, che parla della mattinata seguente alla notte trascorsa in un party, di cui Britney ricorda poco. La nona traccia è Mmm Papi co-scritta da Britney Spears e con influenze Latin Pop. La traccia seguente è Mannequin, che inizialmente doveva essere il primo singolo estratto dall'album. Segue Lace And Leather eseguita anche nel The Femme Fatale Tour 3 anni dopo. Nei cori della canzone ha partecipato anche la cantante Kesha.
L'album si chiude con la ballad My Baby. La traccia si presenta come una dolce ninna-nanna scritta da Britney e dedicata al secondogenito Jayden James Federline. Britney aveva già dedicato una canzone al primogenito Sean Preston Federline in passato.
Nelle varie versioni Deluxe dell'album troviamo le tracce bonus Radar - quarto singolo estratto contenuto già nell'album Blackout - Amnesia, Phonography, Rock Boy, Quicksand scritta dalla popstar Lady Gaga e Trouble che contiene un sample del brano Get Together di Madonna.

## Accoglienza
| Rivista              | Valutazione                                                                                 |
| -------------------- | ------------------------------------------------------------------------------------------- |
| Allmusic             | 2008                                                                                        |
| Entertainment Weekly | B link Archiviato il 14 gennaio 2015 in Internet Archive.                                   |
| The Guardian         | 2008                                                                                        |
| Rolling Stone        | 2008                                                                                        |
| USA today            | link                                                                                        |
| The Daily Telegraph  | Positivo 2008 (XML), su telegraph.co.uk (archiviato dall'url originale il 6 dicembre 2008). |
| Us Weekly            | 2008                                                                                        |

Le critiche a "Circus" furono generalmente positive, ottenendo un punteggio di 64 su 100 da Metacritic. Billboard riportò che l'album "dà un nuovo significato al pop di Brit", e quando lavora con i giusti produttori, "lei crea un genere tutto suo". Sputnikmusic lo definì un "album pop da vetta delle classifiche" che può far concorrenza ai suoi primi due album in termini di singoli, con la sola differenza che "Circus" non ha nessun "tappabuco". La recensione continua, affermando che l'album ha la semplicità dei suoi primi album e che "è il disco pop rock più lineare che lei abbia pubblicato negli anni". Il 3 marzo del 2010, "Circus" fu nominato ai "Juno Award" nella categoria "International Album of the Year".
Il sito canadese "Jam!" lo definì "banale e prevedibile come il suo titolo". Il giornale scandalistico "The Sun" espresse l'opinione che l'album avesse alcuni aspetti comune a Hard Candy di Madonna. Anche Slant Magazine diede una recensione negativa, scrivendo che Circus "non sembra un ritorno".
Rossella Rambaldi di Musica & Dischi assegnò all'album tre stelle, scrivendo: "Quello che non si capisce è perché quell'aria candida in copertina, se poi i contenuti dei pezzi risultano tanto triviali, e perfino a rischio censura negli States. [...] Quanto alla musica, elettronica e sintetizzatori a go-go più qualche ballata anemica, fanno di questo album la brutta copia del precedente Blackout, purtroppo eclissato dalle follie di Britney".
L'album fu anche pesantemente paragonato al precedente album della Spears, Blackout. The Guardian commentò come Circus non fosse un brutto album, ma "molto meno spigoloso ed emozionante del suo predecessore". In accordo con Nick Levine di Digital Spy, ha molti aspetti comuni all'album precedente, anche se in questo lei è più sicura di sé e c'è meno ricorso al computer. Il magazine Vibe e Jam! furono d'accordo e aggiunsero che la Spears era più impegnata nel progetto. Allmusic fu di un giudizion simile a quello del The Guardian, scrivendo che l'album "non è innovativo come i suoi predecessori".

## Promozione
Per promuovere l'album, la Jive Records aveva creato la linea (310) 341-4438, con cui era possibile lasciare un messaggio a Britney, mentre alcuni di quelli che hanno chiamato hanno ricevuto una telefonata pre-registrata di Britney Spears. Alcuni possono mandare un messaggio all'80888. Il servizio era attivo solo in America.
Inoltre MTV ha trasmesso un documentario dalla durata di 90 minuti intitolato Britney: For the Record il 30 novembre 2008, che tratta il ritorno della popstar sotto i riflettori della musica.
La Spears ha presenziato anche alla cerimonia del Rockfeller che si tiene ogni anno nel periodo natalizio a New York e ai Teen Choice Awards ha ricevuto il premio "The Ultimate Choice Award", il più grande riconoscimento mai ottenuto da un'artista all'interno dello show.

### Esibizioni dal vivo

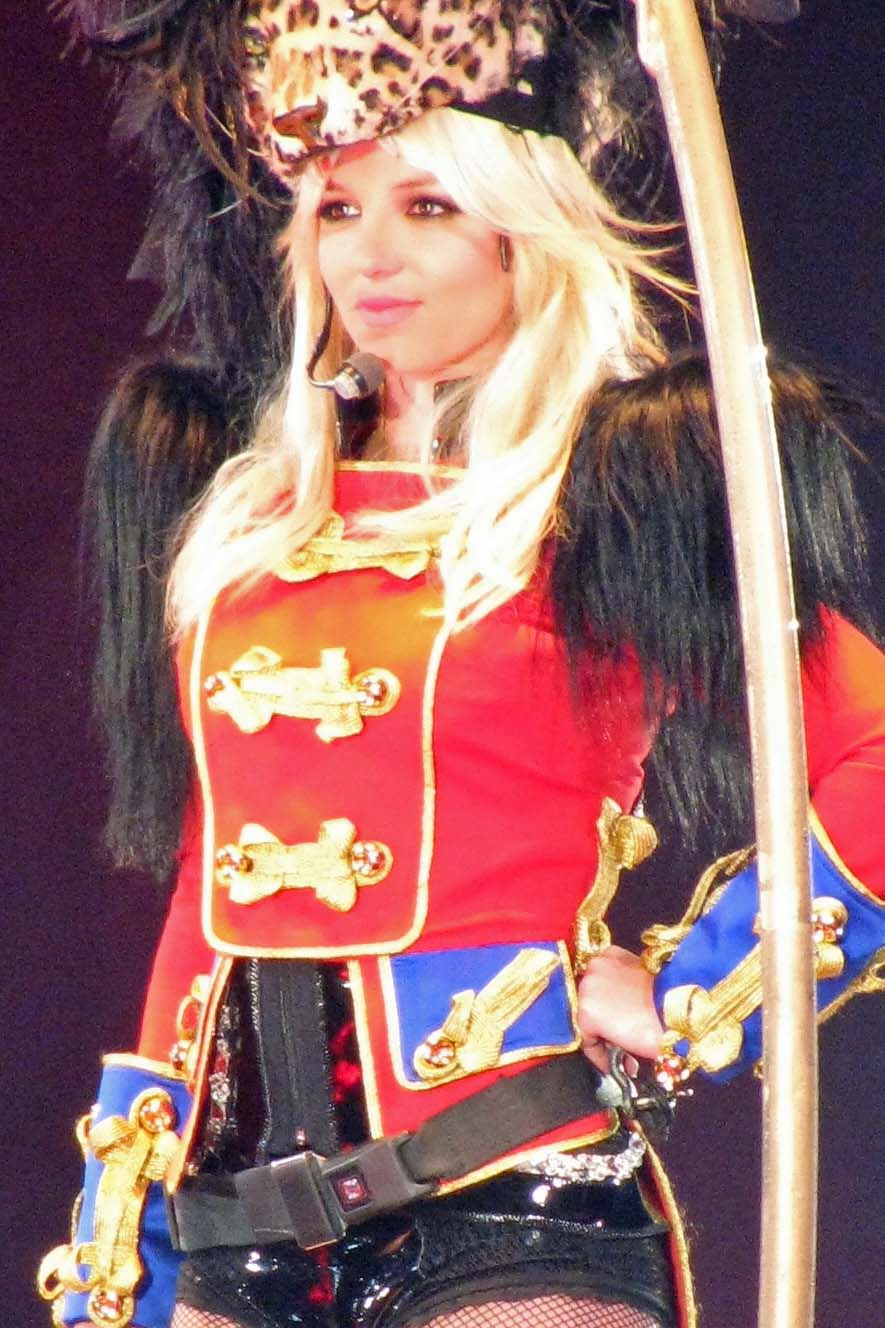
Britney esegue Circus nel suo The Circus Starring:Britney Spears

Il 6 novembre 2008 la Spears si è esibita insieme a Madonna col brano "Human Nature" nella tappa di Los Angeles dello "Sticky & Sweet Tour".
Il 27 novembre 2008, ha eseguito il primo singolo dell'album, Womanizer, ai Bambi Awards in Düsseldorf, Germania., e il 28 novembre 2008 in Francia nella trasmissione televisiva Star Academy, riscuotendo un successo enorme e conquistando ancora una volta l'Europa.
Sempre lo stesso singolo è stato eseguito anche nella versione inglese di The X-Factor, segnando il ritorno in Gran Bretagna per la prima volta dopo il The Onyx Hotel Tour.
Britney ha eseguito per la prima volta il suo secondo singolo Circus, pubblicato quel giorno stesso, e poi Womanizer nello show che si è tenuto martedì 2 dicembre in occasione del suo compleanno.
Britney ha eseguito Womanizer anche in Giappone, al programma "Hey,Hey,Hey!" e agli NTV BEST ARTIST.
L'album ha ricevuto un'ulteriore promozione dal tour mondiale, il The Circus Starring: Britney Spears, il primo tour della Spears in cinque anni, iniziato a New Orleans il 3 marzo 2009. Il tour ha raggiunto Nord America ed Europa, ed è il primo tour di Britney a recarsi in Australia. È stato il terzo tour ad aver avuto gli incassi maggiori nel 2009.

## Singoli
- Womanizer, il primo singolo viene pubblicato il 26 settembre 2008 (airplay mondiale), (download digitale europeo), 7 ottobre (download digitale statunitense), 9 novembre (download digitale britannico), 14 novembre (cd singolo europeo) e il 24 novembre (cd singolo britannico). Raggiunge la vetta in Belgio (Fiandre), Canada, Danimarca, Europa, Finlandia, Francia, Norvegia, Svezia, Stati Uniti, Stati Uniti (pop chart), Stati Uniti (digital chart). Vince un disco d'oro in Belgio, vendendo 15 000 copie, in Francia, vendendo 18 319 copie nei primi due giorni, in Finlandia, vendendo 5 868 copie, in Italia, vendendo 14 875 copie, in Nuova Zelanda, vendendo 7 500 copie, in Regno Unito, vendendo 400 000 copie, in Spagna, vendendo 20 000 copie in Svezia, vendendo 10 000 copie. Vince anche un disco di platino in Australia, vendendo 70 000 copie, in Danimarca, vendendo 30 000 copie e negli Stati Uniti (3), vendendo 3 200 000 copie
- Circus è stato estratto come secondo singolo mondiale il 2 dicembre 2008. Raggiunge la vetta in Turchia. Vince un disco d'argento in Regno Unito, vendendo 210 000 copie, un disco d'oro in Danimarca, vendendo 15 000 copie e in Nuova Zelanda, vendendo 7 500 copie e anche un disco di platino in Australia, vendendo 70 000 copie e negli Stati Uniti (2), vendendo 2 812 582 copie.
- If U Seek Amy è stato estratto come terzo singolo mondiale il 10 marzo 2009. Vince un disco d'oro in Australia, vendendo 35 000 copie e un disco di platino negli Stati Uniti, vendendo 1 184 000 copie.
- Radar è stato estratto come quarto singolo il 23 giugno 2009.
- Shattered Glass è stato estratto come singolo solo radiofonico in Australia e Nuova Zelanda al posto di Radar
- Out from Under è stato estratto come singolo solo radiofonico in Svezia al posto di Radar
- Unusual You è il quinto singolo estratto per l'Australia e la Nuova Zelanda. Sembra essere un altro singolo non ufficialmente pubblicato dall'artista.

## Tracce
1. Womanizer – 3:44 (Nikesha Briscoe, Rafael Akinyemi)
2. Circus – 3:12 (Lukasz Gottwald, Claude Kelly, Benjamin Levin)
3. Out from Under – 3:53 (Shelly Peiken, Arnthor Birgisson, Wayne Hector)
4. Kill the Lights – 3:59 (Nathaniel Hills, James Washington, Luke Boyd, Marcella Araica)
5. Shattered Glass – 2:52 (Lukasz Gottwald, Claude Kelly, Benjamin Levin)
6. If U Seek Amy – 3:36 (Max Martin, Shellback, Savan Kotecha, Alexander Kronlund)
7. Unusual You – 4:21 (Christian Karlsson, Pontus Winnberg, Henrik Jonback, Kasia Livingston)
8. Blur – 3:07 (Nathaniel Hills, Stacy Barthe, Marcella Araica)
9. Mmm Papi – 3:21 (Britney Spears, Henry Walter, Adrien Gough, Peter-John Kerr, Nicole Morier)
10. Mannequin – 4:06 (Britney Spears, Harvey Mason Jr., Rob Knox, James Fauntleroy II)
11. Lace and Leather – 2:47 (Lukasz Gottwald, Benjamin Levin, Frankie Storm, Ronnie Jackson)
12. My Baby – 3:18 (Britney Spears, Guy Sigworth)
13. Radar – 3:48 (Christian Karsson, Pontus Winnberg, Henrik Jonback, Balewa Muhammad, Candice Nelson)

Edizione UK e Giappone
1. Amnesia – 3:56 (Fernando Garibay, Kasia Livingston)

Tracce Bonus iTunes
1. Trouble – 3:35 (Christian Karlsson, Pontus Winnberg, Henrik Jonback, Balewa Muhammad, Candice Nelson, Ezekiel "Zeke" Lewis, Patrick "J. Que" Smith, L.A. Zaldaña)
2. Quicksand – 4:05 (Lady Gaga, Fernando Garibay)

Edizione digitale
1. Rock Boy – 3:23 (Tina Parol, Nate Hills, Marcella Araica, Michael Shimshack)

Edizione Premium
1. Phonography – 3:34 (Christian Karlsson, Pontus Winnberg, Henrik Jonback, Balewa Muhammad, Candice Nelson, Ezekiel "Zeke" Lewis, Patrick "J. Que" Smith, L.A. Zaldaña)
2. Amnesia – 3:56 (Fernando Garibay, Kasia Livingston)
3. Womanizer (Kaskade Radio Edit #2) – 3:12 (Nikesha Briscoe, Rafael Akinyemi)
4. Womanizer (Junior Vasquez Superstar Mix) – 7:29 (Nikesha Briscoe, Rafael Akinyemi)

### Edizione deluxe
Il 2 dicembre 2008 fu pubblicata, negli Stati Uniti, insieme all'edizione standard dell'album, un'edizione deluxe. Questa versione conteneva un mini-poster, due tracce aggiuntive: Rock Me In e Phonography e un DVD.
Il 29 novembre fu pubblicata in Australia e nelle Filippine e il 1º dicembre nel Regno Unito. In Giappone uscì invece il 25 marzo 2009, in una edizione comprensiva di tutte le bonus tracks nel CD (come la UK deluxe) e altri contenuti extra.
1. Rock Me In – 3:17 (Britney Spears, Greg Kurstin, Nicole Morier)
2. Phonography – 3:34 (Christian Karlsson, Pontus Winnberg, Henrik Jonback, Balewa Muhammad, Candice Nelson, Ezekiel "Zeke" Lewis, Patrick "J. Que" Smith, L.A. Zaldaña)
3. Amnesia – 3:56 (Fernando Garibay, Kasia Livingston) – UK/JPN bonus track

Deluxe Bonus DVD
1. Making of the Album – 9:34
2. Womanizer (Director's Cut) (Video musicale) – 3:54
3. Circus (Video musicale) – 3:43 – (Japanese bonus video)
4. Making of "Circus" (Video musicale) – 3:07 – (Japanese bonus video)
5. Photo Gallery

Taiwan Remix Promo CD
1. Womanizer (Sodaboys Remix) – 3:57
2. Womanizer (Benny Benassi Extended Mix) – 6:16
3. Womanizer (Tonal Extended Mix) – 5:30
4. Circus (singolo Britney Spears) (Linus Loves Remix) – 4:39
5. Circus (singolo Britney Spears) (Villains Remix) – 5:15
6. Circus (Joe Bermudez Radio Remix) – 4:40
7. If U Seek Amy (Mike Rizzo Funk Generation Radio Remix) – 3:23
8. If U Seek Amy (Weird Tapes Radio Mix) – 5:15
9. Radar (Tonal Radio Remix) – 4:00
10. Radar (Bloodshy & Avant Remix) – 5:44

## Curiosità
La canzone Telephone, di Lady Gaga, era stata scritta per essere cantata dalla Spears e doveva far parte di questo album, ma poi la canzone è stata restituita a Gaga.

## Classifiche

### Classifiche
| Classifica (2008/2009)    | Posizione massima |
| ------------------------- | ----------------- |
| Argentina                 | 2                 |
| Australia                 | 3                 |
| Austria                   | 9                 |
| Belgio (Fiandre)          | 7                 |
| Belgio (Vallonia)         | 4                 |
| Canada                    | 1                 |
| Repubblica Ceca           | 20                |
| Danimarca                 | 4                 |
| Paesi Bassi               | 10                |
| Europa                    | 1                 |
| Finlandia                 | 9                 |
| Francia                   | 3                 |
| Germania                  | 9                 |
| Grecia                    | 1                 |
| Ungheria                  | 2                 |
| Irlanda                   | 2                 |
| Italia                    | 9                 |
| Giappone                  | 5                 |
| Giappone (Internazionale) | 1                 |
| Messico                   | 3                 |
| Nuova Zelanda             | 6                 |
| Norvegia                  | 14                |
| Portogallo                | 28                |
| Polonia                   | 32                |
| Russia                    | 1                 |
| Spagna                    | 10                |
| Svezia                    | 19                |
| Svizzera                  | 1                 |
| Regno Unito               | 4                 |
| U.S. Billboard 200        | 1                 |